# Mascia Foschi
Mascia Foschi (Forlì - Cesena, 1974) es una actriz y cantante italiana.

## Trayectoria artística
Debuta en los escenarios italianos como actriz protagonista en 2003, en el Teatro Filodrammatici de Milán con el espectáculo "Tango Mujer" en el que recita poemas de Jorge Luis Borges, canta en español e italiano una selección de tangos y el repertorio de canciones del binomio Piazzolla-Ferrer, mostrándose como intérprete revelación en el panorama del teatro musical Italiano, este espectáculo seguirá en vivo posteriormente.
En 2006 estrena su nuevo espectáculo "Tenco a tempo di tango", donde Mascia Foschi es la intérprete principal junto a Adolfo Margiotta, canta temas del cantautor Luigi Tenco con arreglos en tempo de tango argentino de Alessandro Nidi. Tras presentarse en el 40° Festival Teatrale di Borgio Verezzi y en gira por diferentes escenarios en 2006-2007, el espectáculo recala durante dos semanas en el Teatro Parioli de Roma. "Tenco a tempo di tango" fue presentado en el Festival de Ravello en julio de 2007, así como en el Teatro Ateneo de Buenos Aires. Un musical escrito por Carlo Lucarelli intrigado por ese viaje "del que muy pocos estaban enterados y en el que no pasó nada extraordinario, cosa que me permitió inventar todas las situaciones" y dirigido por Gigi Dall'Aglio.
La editorial Fandango Libri ha publicado el libro con el CD de la banda sonora dedicada a Tenco. La trama de la obra se basa en los diez días que pasó Luigi Tenco en Buenos Aires, trece meses antes de suicidarse, Tenco había ido a Buenos Aires contratado para cantar en vivo y en directo su éxito "Ho capito che ti amo", en el último capítulo de una telenovela de la que era el leitmotiv. La pieza habla del encuentro entre una cantante de tangos, amiga de Tenco, y un policía de Sanremo que investiga el suicidio del cantante, interpretados por Mascia Foschi y Adolfo Margiotta. Varias canciones de Luigi Tenco forman parte de esta comedia musical que su autor prefiere definir como "teatro cantado".
En 2007 Foschi es la protagonista única del espectáculo "Yo te canto poeta" que se estrena en el Festival della Poesia di Genova, y también en el Festival Internazionale della Poesia di Parma donde canta en español e italiano a los poetas hispanoamericanos Alfonsina Storni, Antonio Machado, Pablo Neruda y Mario Benedetti.
Su pasión por el tango la lleva en octubre de ese año en Castelfranco Véneto, en el Teatro Accademico, a protagonizar un concierto dedicado a Astor Piazzolla con la Orchestra Filarmonica de Arad dirigida por el maestro Roberto Salvalaio, al que seguirá durante 2008 una estrecha colaboración con la Orchestra Filarmonica Toscanini de Parma dirigida por el maestro Alessandro Nidi para una serie de conciertos dedicados a la obra de Piazzolla. Finalmente junto al maestro Alessandro Nidi lleva a cabo un nuevo proyecto musical llamado "Tango Swing" debutando en Parma en noviembre de 2007.
En marzo de 2009 estrena en Parma el espectáculo que lleva por título: "Bolero - Solo canzoni d'amore", interpretando temas como Bésame mucho, Cu cu ru cu cu paloma, Fina estampa, Granada y en homenaje al poeta Pablo Neruda su Poema XX, con Alessandro Nidi al piano, "Django" a la guitarra y Sebastiano Nidi en percusiones.
A lo largo de su trayectoria ha tenido diferentes experiencias artísticas también en el mundo televisivo, colaborando con Telelombardia y TVParma como actriz y presentadora, así como intérprete en el programa de Rai 3 "Milonga Station" de Carlo Lucarelli. Para Radio Parma ha participado durante dos años el programa "Good Vibration" en el que recitaba poesía.
En 2014 participó en el proyecto nacional de Agesci ““Quello che dovete sapere di me”. En 2015 en colaboración con la Asociación Musiche della Grande Guerra inicia “Figlio mio bello addio” espectáculo incluido en los eventos conmemora la Primera Guerra Mundial. En 2016 participó en Emilia Romagna
Festival con el espectáculo “A Cantar Canzoni non si Muore” junto a Alessandro Nidi. Con la Orquesta Toscanini junto a Marco Caronna es cantante en muestra “Invictus storie di sport controvento”. Con Federico Buffa participa como cantante y actriz en “Esta noche juega el Trinche”, espectáculo creado para el Mundial de Fútbol de Europa sub-21 en 2019. Ha colaborado con la Toscanini Next, la nueva orquesta juvenil de la Fundación Toscanini, que incluye el espectáculo “Dear Giulietta”, dedicado a Federico Fellini y Giulietta Masina en 2019 y con motivo del centenario de Astor Piazzolla en 2021, la gira "Piazzolla 100".

## Discos y publicaciones
- Tenco a tempo di tango, libro del espectáculo homónimo de Carlo Lucarelli, editado por Fandango Libri contiene el CD de las canciones del espectáculo teatral, interpretadas por Mascia Foschi y Adolfo Margiotta. (2007)
- Bolero solo canzoni d'amore - Love songs Cd grabado con el bajo barítono Michele Pertusi y la Orchestra Sinfonica Arturo Toscanini, dirigida por Alessandro Nidi. Editado por Dodicilune Edizioni Discografiche e Musicali (2010)